# Голендри-Битонські
Голендри-Битонські (пол. Holendry Bytońskie) — село в Польщі, у гміні Битонь Радзейовського повіту Куявсько-Поморського воєводства.
У 1975-1998 роках село належало до Влоцлавського воєводства.